# Pericle Maone
Pericle Maone, soprannominato Don Pepè (Savelli, 18 maggio 1900 – Napoli, 16 febbraio 1991), è stato un insegnante, scrittore e storico italiano.

## Biografia
Dopo le elementari al suo paese, prosegue gli studi al ginnasio dei Seminario di Cariati e poi a Rossano, dove consegue l’abilitazione all’insegnamento elementare nel 1917. Nel 1918 viene chiamato alle armi nel corpo degli Alpini, presso il quale rimane fino al 1922, anno del congedo.
Tornato a Savelli, insegna nella scuola elementare fino al 1941, anno di una nuova chiamata alle armi per l’inizio della seconda guerra mondiale. Congedato nell’aprile dei 1944, riprende l’insegnamento, interrotto dagli eventi bellici, fino al termine dell’anno scolastico 1948/49, per trasferirsi, nel mese di ottobre del 1949, per motivi di famiglia, a Napoli, andando ad abitare in una casa panoramica al Vomero.
Collocato in pensione nel 1965, forte delle esperienze maturate nella natia Savelli, Pericle Maone si dedica alla ricerca storica locale, cercando con pazienza certosina documenti rari, diplomi, donazioni, editti, al fine di documentare i suoi studi storici, in particolare presso la Biblioteca Nazionale e nell’Archivio di Stato di Napoli.
Il merito principale dì Pericle Maone fu quello di essere stato un ricercatore infaticabile, avendo spulciato migliaia di documenti, nelle biblioteche pubbliche e private di mezza Italia, alla ricerca di fonti sicure, utili per scrivere la storia dei paesi sui quali concentrò le ricerche.
Le sue opere sono ancora utilizzate come riferimento dagli studiosi e storici locali.
Il Comune di Savelli ha intitolato al suo concittadino la Biblioteca comunale.

## Opere e pubblicazioni
La sua opera principale fu la storia di Savelli, in due volumi, intitolata Savelli nella tradizione e nella storia, frutto di trent’anni di ricerche a Savelli, Napoli e nei paesi del circondario.
Collaborò attivamente alla rivista storico-culturale Historica, edita a Reggio Calabria, sulla quale pubblicò, a volte a puntate, numerosi saggi sulla storia di molti paesi della crotoniatide e precisamente: Indagini sul passato di Cerenzia Vecchia (1961), Verzino terra Madre (1962), Casabona feudale (1964), Contributo alla storia di Cirò (1965), Precisazíoni sulla storia feudale di Umbriatico e Bríatico (1968), Di alcuni Paleologo, feudatari Calabresi (1969), Dominatori e Dominati nella storia di Crucoli (1970), Notizie storiche su Cotronei (1971), Gli Albanesi a Cotronei (1972), Un diploma dell’Imperatore Enrico VI “Apud Sanctum Maurum ” (1973).
Il libro postumo Dominatori e Dominati nella storia di Crucoli è stato composto negli anni ’70, ed è rimasto inedito fino al 2000. Il manoscritto originale era disponibile in pochissime copie, che alcuni appassionati detenevano gelosamente. La pubblicazione è stata sostenuta dal Comune di Crucoli.
Pubblicò, inoltre, numerosi libri su svariati argomenti quali: I calderai di Dipignano (Brenner, Cosenza 1963), Tra carceri e scomuniche (Laurenzana, Napoli 1967), La contea di Cariati (Atti “Archivio Storico per la Calabria e Lucania”, Roma 1963), Isola Capo Rizzuto nella scia della grande Crotone (Rubbettino, 1981), Uomini e cani (Tipolito Congi, Crotone 1984).

### Elenco cronologico delle opere[5]
- (IT) Pericle Maone, I Cortese, feudatari di Verzino e Casale di Savelli / Pericle Maone - Fasc.5, 1959 - p.144, su opac.sbn.it, 6 dicembre 2021. URL consultato il 9 gennaio 2022., 1959
- (IT) Pericle Maone, Piccole lotte di predominio / Pericle Maone - Fasc.5-6, 1960 - p.163, su opac.sbn.it, 6 dicembre 2021. URL consultato il 9 gennaio 2022., 1960
- (IT) Pericle Maone, Catasto onciario dell'università di Savelli, n. 7002, compilato nell'anno 1753 / Pericle Maone, su opac.sbn.it, 6 dicembre 2021. URL consultato il 9 gennaio 2022., 1961
- (IT) Pericle Maone, Galleria di vecchi artigiani savellesi / Pericle Maone, su opac.sbn.it, 6 dicembre 2021. URL consultato il 9 gennaio 2022., 1961
- (IT) Pericle Maone, Indagini sul passato di Cerenzia Vecchia : alla ricerca dell'origine del "locus Scalzaporri" / Pericle Maone, su opac.sbn.it, 6 dicembre 2021. URL consultato il 9 gennaio 2022., 1961
- (IT) Pericle Maone, Notizie storiche su Belvedere Spinello / Pericle Maone, su opac.sbn.it, 6 dicembre 2021. URL consultato il 9 gennaio 2022., 1962
- (IT) Pericle Maone, Verzino : terra madre / Pericle Maone, su opac.sbn.it, 6 dicembre 2021. URL consultato il 9 gennaio 2022., 1962
- (IT) Pericle Maone, I calderai di Dipignano / Pericle Maone, su opac.sbn.it, 6 dicembre 2021. URL consultato il 9 gennaio 2022., 1963
- (IT) Pericle Maone, La contea di Cariati / Pericle Maone, su opac.sbn.it, 6 dicembre 2021. URL consultato il 9 gennaio 2022., 1963
- (IT) Pericle Maone, Casabona feudale / Pericle Maone. -, su opac.sbn.it, 6 dicembre 2021. URL consultato il 9 gennaio 2022., 1964
- (IT) Pericle Maone, Carlotta Savelli, principessa di Cariati, duchessa di Castrovillari e di Seminara, baronessa di Verzino ecc. : dalle cronache napoletane del '600 / Pericle Maone, su opac.sbn.it, 6 dicembre 2021. URL consultato il 9 gennaio 2022., 1965
- Contributo alla storia di Cirò (Fasc 2-3; Fasc. 3-4; Fasc. 5-6), 1965
- (IT) Pericle Maone, 2: Folclore silano / Pericle e G. Battista Maone, su opac.sbn.it, 6 dicembre 2021. URL consultato il 9 gennaio 2022., 1966
- (IT) Pericle Maone, Savelli nella tradizione e nella storia / Pericle Maone, su opac.sbn.it, 6 dicembre 2021. URL consultato il 9 gennaio 2022., 1966
- Catalogo on line | Polo SBN Reggio Calabria, su www.bibliotechecalabria.it. URL consultato il 9 gennaio 2022., 1967
- (IT) Pericle Maone, Precisazioni sulla storia feudale di Umbriatico e Briatico : Unicuique suum / Pericle Maone. -, su opac.sbn.it, 6 dicembre 2021. URL consultato il 9 gennaio 2022., 1968
- (IT) Pericle Maone, Caccuri monastica e feudale : suoi rapporti con l'abbazia florense / Pericle Maone, su opac.sbn.it, 6 dicembre 2021. URL consultato il 9 gennaio 2022., 1969
- (IT) Pericle Maone, Di alcuni Paleologo, feudatari calabresi / Pericle Maone - Fasc.3, 1969 - p.83, su opac.sbn.it, 6 dicembre 2021. URL consultato il 9 gennaio 2022., 1969
- (IT) Pericle Maone, Dominatori e dominati nella storia di Crucoli / Pericle Maone, su opac.sbn.it, 6 dicembre 2021. URL consultato il 9 gennaio 2022., 1970 (pubblicato postumo nel 2000[6])
- (IT) Pericle Maone, Notizie storiche su Cotronei / Pericle Maone, su opac.sbn.it, 6 dicembre 2021. URL consultato il 9 gennaio 2022., 1971
- (IT) Pericle Maone, Gli albanesi a Cotronei / Pericle Maone - Fasc.4, 1972 - p.190 Continua da Fasc.2, 1972 - p.101, su opac.sbn.it, 6 dicembre 2021. URL consultato il 9 gennaio 2022., 1972
- (IT) Pericle Maone, Di un diploma dell'imperatore Enrico VI datato "Apud Sanctum Maurum" / Pericle Maone - Fasc.2, 1973 - p.85, su opac.sbn.it, 6 dicembre 2021. URL consultato il 9 gennaio 2022., 1973
- (IT) Pericle Maone, San Mauro Marchesato e le sue vicende attraverso i secoli : storia del Marchesato di Crotone / Pericle Maone, su opac.sbn.it, 6 dicembre 2021. URL consultato il 9 gennaio 2022., 1975
- (IT) Pericle Maone, Isola Capo Rizzuto : nella scia della grande Crotone : notizie storiche / Pericle Maone, Pasquale Ventura, su opac.sbn.it, 6 dicembre 2021. URL consultato il 9 gennaio 2022., 1981
- (IT) Pericle Maone, Uomini e cani / Pericle Maone, su opac.sbn.it, 6 dicembre 2021. URL consultato il 9 gennaio 2022., 1984
- (IT) Pericle Maone, Vigne di verzino : ministoria-ricordi giovanili / Pericle Maone, su opac.sbn.it, 6 dicembre 2021. URL consultato il 9 gennaio 2022., 1987